# Isabel Segunda
Isabel Segunda è una circoscrizione (in spagnolo: barrio) e al tempo stesso il capoluogo dell'isola comunale di Vieques, in Porto Rico. Confina a est con Puerto Diablo, a sud-est con Puerto Ferro e a sud e a ovest con Florida. È bagnata a nord dalle acque dello stretto di Vieques. Nel 2000 aveva una popolazione di 1 459 abitanti.